# Berlenga Grande
A Berlenga Grande é a maior ilha do arquipélago das Berlengas, ao largo do cabo Carvoeiro, em Portugal.
Com uma superfície de aproximadamente 78,8 ha, é a única habitável pelo homem, que a vem visitando desde cerca de mil anos antes de Cristo. Denominada como Ilha de Sonho e Ilha de Saturno pelos geógrafos da Antiguidade, foi visitada ainda por viquingues, mouros e corsários franceses e ingleses.
Em 1513, os monges da Ordem de São Jerónimo aí fundaram o Mosteiro da Misericórdia, sendo vencidos pela doença, pelas condições inóspitas do próprio isolamento e pelos corsários que assolavam as costas da Península Ibérica. Do antigo estabelecimento monástico, existem hoje apenas alguns muros e pedras soltas, onde, na década de 1950, foi construído um restaurante (actualmente Mar e Sol).
Cerca de um século após ter sido abandonada pelos monges, no contexto da Restauração da independência, a Coroa portuguesa determinou erguer o Forte de São João Baptista das Berlengas (1651), peça-chave da defesa do litoral de Peniche, abandonado, por sua vez, em meados do século XIX. Nesse período estava em construção o Farol Duque de Bragança, cujo alcance atinge até 30 milhas com bom tempo.

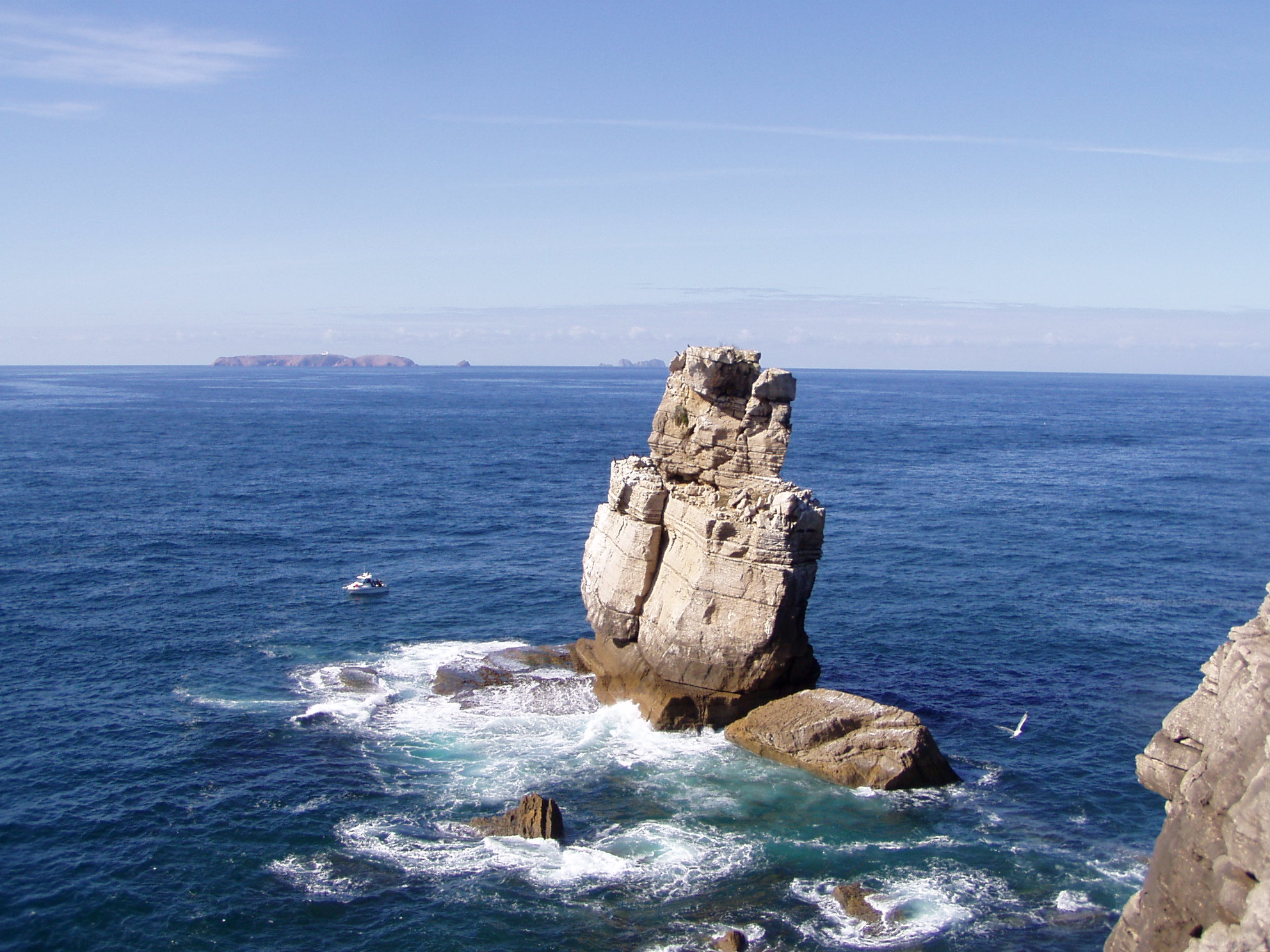
Nau dos Corvos em Peniche com o arquipélago das Berlengas ao fundo.

Para preservação das condições ambientais, o arquipélago é de acesso e trânsito condicionados, com zonas restritas e número máximo de visitantes diários. Não obstante, é possível visitar e pernoitar (em locais próprios), havendo durante os meses de Verão carreiras regulares entre Peniche e o Porto do Carreiro do Mosteiro (como por exemplo a embarcação Cabo Avelar Pessoa e as embarcações Porto Batel, Atlantis, TGV e Nevada da empresa Feeling Berlenga), e alojamento disponível na Fortaleza e restaurante.
Durante a estação balnear o Instituto de Conservação da Natureza mantém um posto de atendimento e dois pequenos estabelecimentos comerciais atendem os turistas e os residentes: um restaurante e um mercado (“castelinho”). A época do ano em que a Berlenga apresenta mais atractivos ao visitante típico é porém em Abril e Maio, aquando da floração da maior parte das espécies vegetais; já na época de maior afluência a parte terrestre da ilha apresenta um aspecto que o visitante típico considera inóspito, restando apenas o encanto da paisagem marinha.
A praia de banhos, de nome Praia do Carreiro do Mosteiro, com cerca de 40 m de areal virado a Nascente, não é vigiada. (As restantes praias da ilha não têm areia e apenas duas estão em local legalmente acessível ao visitante: Praia da Fortaleza, e Praia dos Cações, virada a Poente.)